# 존 자렘바
존 저렘바(John Zaremba, 영어 발음: /zəˈrɛmbə/, 1908년 10월 22일 ~ 1986년 12월 15일)는 미국의 배우, 언론인이다.
시카고에서 태어났으며 뉴포트비치에서 사망하였다. 사인은 심근 경색이다.

## 출연 작품
- 경찰 초년병 (1972년)
- 폴로우 미, 보이즈! (1966년)
- 해저 여행 (1964년)
- 벤 케이시 (1961년)
- 지구에서 2천만 마일 (1957년)
- 지구 대 비행접시 (1956년)
- 파워 앤 프라이즈 (1956년)
- 그는 마지막에 웃었다 (1956년)
- 시카고 신디케이트 (1955년)
- 인간의 욕망 (1954년)

### 텔레비전
- 달라스 (1978년)
- 미녀 삼총사 - TV 시리즈 (1976년)
- 명탐정 바나비 존즈 (1973년)
- 샌프란시스코 수사반 (1972년)
- 아이언 사이드 (1967년)
- 배트맨 - 66년 TV 시리즈 (1966년)
- FBI (1965년)
- 보난자 (1959년)
- 페리 메이슨 (1957년)
- 인베이더 - 시리즈 (1967년)
- 타임 터널 (1966년)